# Tiszabő
Tiszabő là một thị trấn thuộc hạt Jász-Nagykun-Szolnok, Hungary. Thị trấn này có diện tích 35,04 km², dân số năm 2010 là 1957 người, mật độ 56 người/km².